# Koszovó a 2016. évi nyári olimpiai játékokon
Koszovó a brazíliai Rio de Janeiróban megrendezett 2016. évi nyári olimpiai játékok egyik részt vevő nemzete volt. Az országot az olimpián 5 sportágban 8 sportoló képviselte, akik összesen 1 érmet szereztek.
Koszovó, története során először, a 2016. évi nyári olimpiai játékokon vehetett részt önálló csapattal. A riói nyári játékok idején 109 másik nemzet által függetlennek elismert ország.
Annak ellenére, hogy ez volt az ország első részvétele olimpián, rögtön szerzett aranyérmet is, a cselgáncsozó Majlinda Kelmendi révén.

## Érmesek
| Érem  | Versenyző         | Sportág   | Versenyszám    | Dátum        |
| ----- | ----------------- | --------- | -------------- | ------------ |
| Arany | Majlinda Kelmendi | Cselgáncs | Női harmatsúly | Augusztus 7. |

## Atlétika
Férfi
| Versenyző    | Versenyszám | Előfutam | Előfutam | Előfutam | Elődöntő | Elődöntő | Elődöntő | Döntő   | Döntő    |
| Versenyző    | Versenyszám | Idő      | Hely.    | Össz.    | Idő      | Hely.    | Össz.    | Idő     | Helyezés |
| ------------ | ----------- | -------- | -------- | -------- | -------- | -------- | -------- | ------- | -------- |
| Musa Hajdari | 800 m       | 1:48,41  | 7.       | 34.      | kiesett  | kiesett  | kiesett  | kiesett | kiesett  |

Női
| Versenyző      | Versenyszám | Előfutam | Előfutam | Előfutam | Elődöntő | Elődöntő | Elődöntő | Döntő   | Döntő    |
| Versenyző      | Versenyszám | Idő      | Hely.    | Össz.    | Idő      | Hely.    | Össz.    | Idő     | Helyezés |
| -------------- | ----------- | -------- | -------- | -------- | -------- | -------- | -------- | ------- | -------- |
| Vijona Kryeziu | 400 m       | 54,30    | 7.       | 49.      | kiesett  | kiesett  | kiesett  | kiesett | kiesett  |

## Cselgáncs
Koszovót két cselgáncsozó, Nora Gjakova és Majlinda Kelmendi képviselte Rióban, két különböző súlycsoportban. Kelmendi 4 évvel korábban még Albánia színeiben indult.
Női
| Versenyző         | Versenyszám | Selejtező                            | Nyolcaddöntő                           | Negyeddöntő                                | Elődöntő                               | Vigaszág elődöntő | Bronz- mérkőzés   | Döntő                                  | Helyezés |
| Versenyző         | Versenyszám | Ellenfél Eredmény                    | Ellenfél Eredmény                      | Ellenfél Eredmény                          | Ellenfél Eredmény                      | Ellenfél Eredmény | Ellenfél Eredmény | Ellenfél Eredmény                      | Helyezés |
| ----------------- | ----------- | ------------------------------------ | -------------------------------------- | ------------------------------------------ | -------------------------------------- | ----------------- | ----------------- | -------------------------------------- | -------- |
| Majlinda Kelmendi | Harmatsúly  | erőnyerő                             | Evelyne Tschopp (SUI) · 100(0)-000(0)  | Christianne Legentil (MRI) · 000(1)-000(3) | Nakamura Miszato (JPN) · 000(0)-000(1) |                   |                   | Odette Giuffrida (ITA) · 001(1)-000(0) |          |
| Nora Gjakova      | Könnyűsúly  | Yadinis Amarís (COL) · 100(0)-000(2) | Corina Căprioriu (ROU) · 000(1)–002(3) | kiesett                                    | kiesett                                |                   |                   |                                        | 9.       |

## Kerékpározás
Az egyetlen kerékpáros résztvevő, Qëndrim Guri meghívással vehetett részt a mezőnyversenyen.

### Országúti kerékpározás
Férfi
| Versenyző    | Versenyszám   | Idő           | Helyezés      |
| ------------ | ------------- | ------------- | ------------- |
| Qëndrim Guri | Mezőnyverseny | nem ért célba | nem ért célba |

## Sportlövészet
Női
| Versenyző  | Versenyszám | Selejtező | Selejtező | Döntő   | Döntő    |
| Versenyző  | Versenyszám | Pont      | Helyezés  | Pont    | Helyezés |
| ---------- | ----------- | --------- | --------- | ------- | -------- |
| Urata Rama | Légpuska    | 402,3     | 48.       | kiesett | kiesett  |

## Úszás
Az országot egy női és egy férfi úszó képviselhette Rióban.
Férfi
| Versenyző   | Versenyszám | Előfutam | Előfutam | Előfutam | Elődöntő | Elődöntő | Elődöntő | Döntő   | Döntő    |
| Versenyző   | Versenyszám | Idő      | Hely.    | Össz.    | Idő      | Hely.    | Össz.    | Idő     | Helyezés |
| ----------- | ----------- | -------- | -------- | -------- | -------- | -------- | -------- | ------- | -------- |
| Lum Zhaveli | 50 m gyors  | 24,53    | 7.       | 57.      | kiesett  | kiesett  | kiesett  | kiesett | kiesett  |

Női
| Versenyző   | Versenyszám | Előfutam | Előfutam | Előfutam | Elődöntő | Elődöntő | Elődöntő | Döntő   | Döntő    |
| Versenyző   | Versenyszám | Idő      | Hely.    | Össz.    | Idő      | Hely.    | Össz.    | Idő     | Helyezés |
| ----------- | ----------- | -------- | -------- | -------- | -------- | -------- | -------- | ------- | -------- |
| Rita Zeqiri | 100 m hát   | 1:12,31  | 3.       | 34.      | kiesett  | kiesett  | kiesett  | kiesett | kiesett  |